# Xenia Gratsos
Xenia Gratsos (* 12. Februar 1940 in Athen; † 8. August 2018) war eine US-amerikanische Schauspielerin griechischer Abstammung. Sie verwendete manchmal auch den Künstlernamen Brioni Farrell.
Xenia Gratsos wuchs in Griechenland auf und kam in die USA, um als Theater- und Filmschauspielerin zu arbeiten. Sie lebte mit ihrem Mann, dem Schauspieler Eugene Robert Glazer, und ihren Hunden und Katzen in Los Angeles.
In der dramatischen Agentenserie Nikita spielte sie in der Folge 3.14 Gewissensfragen (Hand to Hand) die Rolle der Renee an der Seite ihres Ehemanns.
Seit 2007 war sie Vice President of Talent Relations bei Hollywood Tonight Productions (HTP); auch ihr Mann war für die Filmproduktionsfirma tätig.

## Filmografie (Auswahl)
- 1966, 1967, 1968: Bonanza (Fernsehserie, drei Folgen)
- 1967: Raumschiff Enterprise (Star Trek, Fernsehserie, eine Folge)
- 1968: Kobra, übernehmen Sie (Mission: Impossible, Folge: The Town)
- 1975: Columbo: Mord in der Botschaft (A Case of Immunity, Fernsehreihe)
- 1977: Die Sieben-Millionen-Dollar-Frau (The Bionic Woman, Fernsehserie; Folge: Jaime and the King)
- 1977: General Hospital (Fernsehserie, eine Folge)
- 1983: Die Klassenfete (My Tutor)
- 1985: Angriff aus dem Jenseits (Appointment with Fear)
- 1985: Der Hitchhiker (The Hitchhiker, Fernsehserie; Folge: W.G.O.D.)
- 1985: Nachtstreife (Night Heat, Fernsehserie, 1 Folge)
- 1989: Die Waffen des Gesetzes (Street Legal, Fernsehserie, Folge: Home)
- 1991: Dallas (Fernsehserie, Folgen: Conundrum Part 1 und Part 2)
- 1992: Chaos in Palm Springs (Round Trip to Heaven)
- 1995: Metalbeast (Project: Metalbeast)
- 1999: Nikita (La Femme Nikita, Fernsehserie, Folge 3.14: Gewissensfragen bzw. Hand to Hand)